# Bourg-Beaudouin
Bourg-Beaudouin is een gemeente in het Franse departement Eure (regio Normandië) en telt 675 inwoners (1999). De plaats maakt deel uit van het arrondissement Les Andelys.

## Geografie
De oppervlakte van Bourg-Beaudouin bedraagt 5,3 km², de bevolkingsdichtheid is 127,4 inwoners per km².
De onderstaande kaart toont de ligging van Bourg-Beaudouin met de belangrijkste infrastructuur en aangrenzende gemeenten.

## Demografie
Onderstaande figuur toont het verloop van het inwonertal (bron: INSEE-tellingen).